# Metal Hawk
Metal Hawk (メタルホーク?, Metaru Hōku) è un videogioco sparatutto multidirezionale arcade pubblicato da Namco nel 1988 solo in Giappone. Funziona sull'hardware del Namco System 2.

## Modalità di gioco
Il giocatore comanda un elicottero che deve combattere con nemici terrestri, aerei e marini. Una certa quantità di punti deve essere ottenuta prima dello scadere del tempo per poter andare avanti.